# Hubert Reymond
Pour les articles homonymes, voir Reymond.
Hubert Reymond, né le 1er octobre 1938, est un homme politique suisse membre du parti libéral.

## Biographie
Hubert Reymond est originaire de L'Abbaye et du Chenit. Il représente le canton de Vaud au conseil des États, dont il est le président en 1989, de 1979 à 1995. Entre 1973 et 1990, il a aussi été conseiller communal, soit membre de l'organe législatif, de la Commune de Savigny.
Il est licencié HEC de l'Université de Lausanne en 1962 et obtient le titre de docteur en science économie en 1966 à la suite de la publication de son travail portant sur "la distribution de l'horlogerie de qualité dans le cadre d'une politique de vente". Durant ses études, il rejoint la société d'étudiants lausannoise de Valdesia.
Il a également été directeur de la Chambre vaudoise d'agriculture entre 1974 et 1985. Il prit ensuite la direction de la Banque vaudoise de Crédits.